# マンセン・ラング

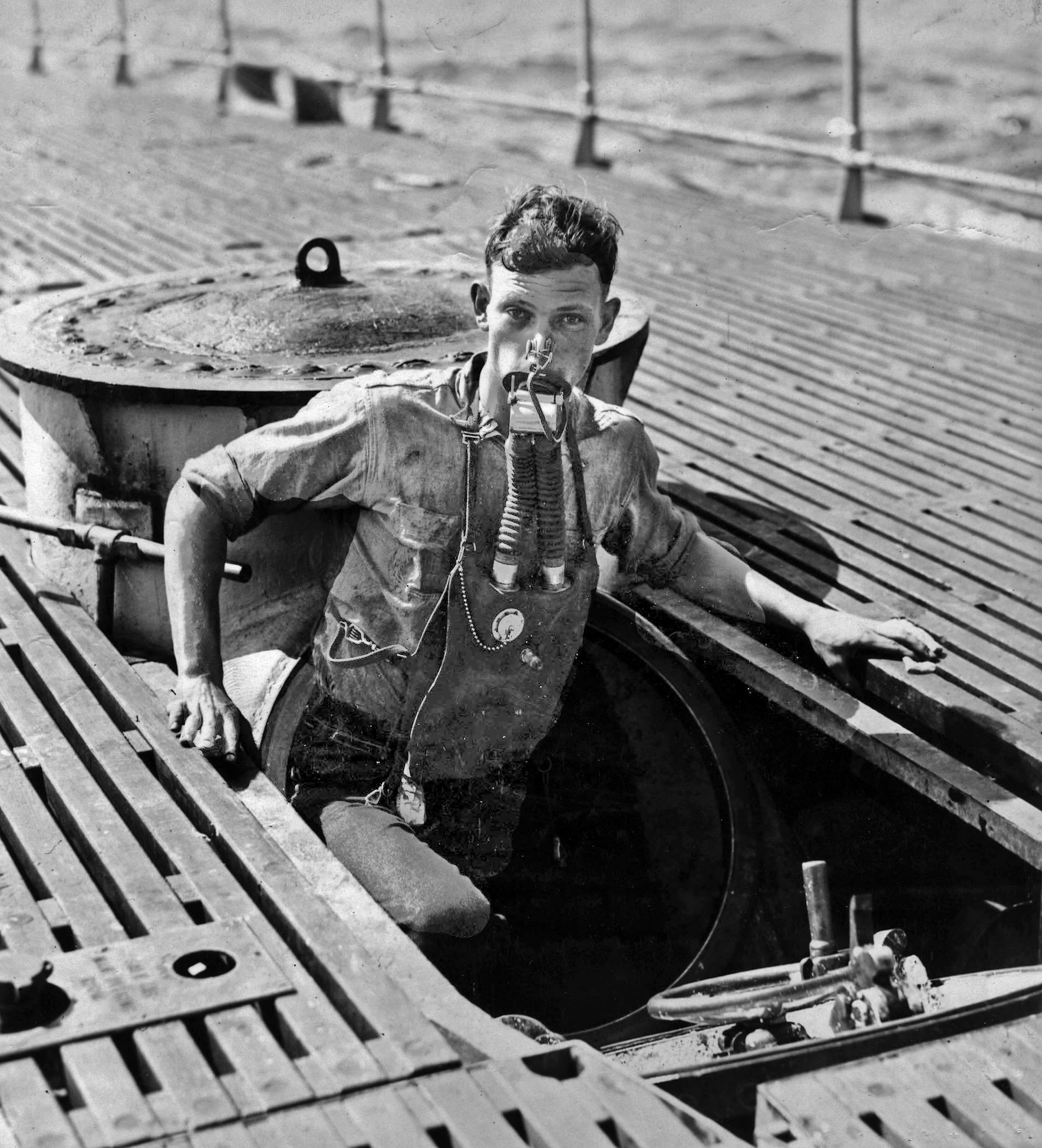
訓練でマンセン・ラングを装着している水兵

マンセン・ラング（もしくは、モンセン・ラング）は、第二次世界大戦前から戦中にかけてアメリカ海軍の潜水艦で緊急脱出用具として用いられた初歩的な循環呼吸器具である。発明者はチャールズ・B・マンセン（英語版）である。潜水艦乗組員は、ニューロンドンまたは真珠湾にある深さ24m（80ft）の脱出訓練タンクで使用法の訓練を受けた。ポーパス級潜水艦およびサーモン級潜水艦で初めて標準装備された。
この器具は呼気に含まれる二酸化炭素をソーダ石灰に吸収させて除去し、再度呼吸に使えるようにするものであった。酸素が満たされた袋とマウスピースが逆止弁のついた2本のホース（一方は呼気用、もう一方は吸気用）で繋がる構成になっていた。
マンセン・ラングが緊急時に使用された例は、1944年10月25日の「タング」からの脱出時のみであった。
30名の生存者のうち13名がエスケープトランクから脱出した。
そのうち5名は日本側に救助されたが、3人は溺死し、残り5名は行方不明となった。このとき、すべての脱出者がマンセン・ラングを使用したわけではなく、ある士官は艦を離れてすぐにマウスピースを取り外したという。また、1名はマンセン・ラングをつけずに浮上した。生存者の多くはエスケープトランクを出られなかったか、脱出を試みる勇気がなかったため、結局は乗組員の大半が死亡することになった。
マンセン・ラングは1962年の初めにスタンキー・フードに置き換えられた。
イギリス海軍もデイヴィス式水中脱出装置（英語版）というよく似た器具を採用したが、非常に扱いづらい物だった。そのため、イギリス海軍は息を吐きながら浮上する緊急浮上法（さもないと減圧によって肺の中の空気が膨張し、最悪の場合 肺が破裂してしまう）の訓練を行うようになった。
戦後、潜水艦乗組員のウォルター・F・シュレックが同僚らとともに、呼吸器具を使わずに脱出する実験を行い、91m（300ft）から脱出可能であることを確認した。結局、マンセン・ラングの着想は、救助されるよりも多くの乗組員を失う恐れがあったともいえる。